# Boxning vid olympiska sommarspelen 1920
Boxningen vid olympiska sommarspelen 1920 i Antwerpen innehöll 8 olika viktklasser och var endast öppen för herrar. USA tog flest medaljer, och tvåa i medaljligan kom Storbritannien. 

## Medaljtabell
| Klass                     | Guld                           | Silver                             | Brons                                |
| Flugvikt Detaljer...      | Frankie Genaro · USA           | Anders Petersen · Danmark          | William Cuthbertson · Storbritannien |
| Bantamvikt Detaljer...    | Clarence Walker · Sydafrika    | Clifford Graham · Kanada           | George McKenzie · Storbritannien     |
| Fjädervikt Detaljer...    | Paul Fritsch · Frankrike       | Jean Gachet · Frankrike            | Edoardo Garzena · Italien            |
| Lättvikt Detaljer...      | Samuel Mosberg · USA           | Gotfred Johansen · Danmark         | Clarence Newton · Kanada             |
| Weltervikt Detaljer...    | Bert Schneider · Kanada        | Alexander Ireland · Storbritannien | Frederick Colberg · USA              |
| Mellanvikt Detaljer...    | Harry Mallin · Storbritannien  | Georges Prud'Homme · Kanada        | Moe Herscovitch · Kanada             |
| Lätt tungvikt Detaljer... | Eddie Eagan · USA              | Sverre Sørsdal · Norge             | Harold Franks · Storbritannien       |
| Tungvikt Detaljer...      | Ronald Rawson · Storbritannien | Søren Petersen · Danmark           | Albert Eluère · Frankrike            |

## Medaljfördelning
| Medaljfördelning |                |      |        |       |        |
| Placering        | Nation         | Guld | Silver | Brons | Totalt |
| 1                | USA            | 3    | 0      | 1     | 4      |
| 2                | Storbritannien | 2    | 1      | 3     | 6      |
| 3                | Kanada         | 1    | 2      | 2     | 5      |
| 4                | Frankrike      | 1    | 1      | 1     | 3      |
| 5                | Sydafrika      | 1    | 0      | 0     | 1      |
| 6                | Danmark        | 0    | 3      | 0     | 3      |
| 7                | Norge          | 0    | 1      | 0     | 1      |
| 8                | Italien        | 0    | 0      | 1     | 1      |